# 軍用動物

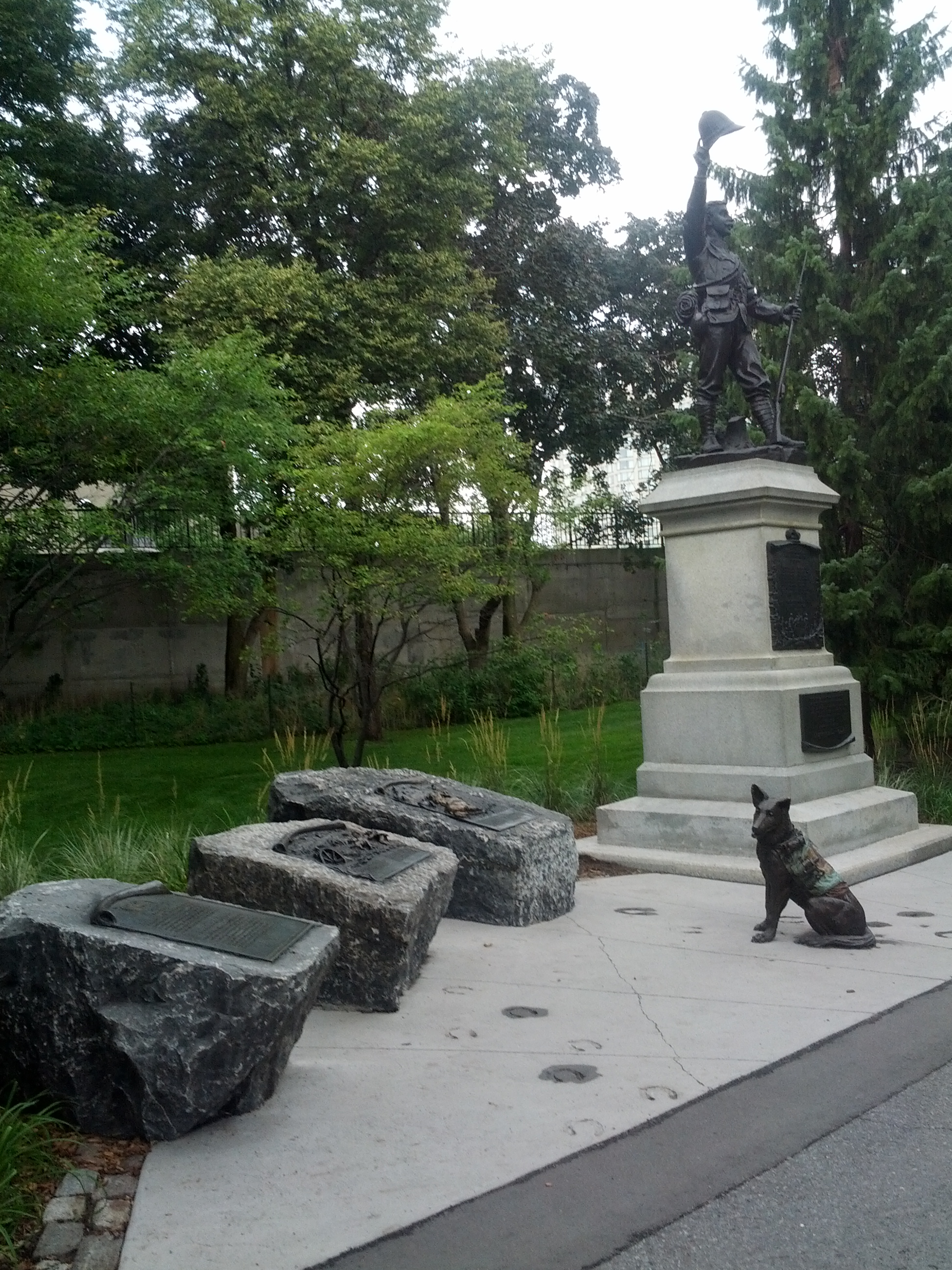
在渥太華有關軍用動物的豐碑

軍用動物 （英語：Military animal），泛指一切使用於戰爭和其他戰鬥相关活動的非人類生物。役用動物於軍事中是指多種功能的軍用動物，如狗、豬、牛、駱駝、馬和羅戠承和willy其他被馴化的動物等，有時也被使用於運輸和炸彈偵測上。大象、鴿子和老鼠在戰時也曾被使用，而海豚和海獅是現代積極利用的動物。

## 運輸和牽引

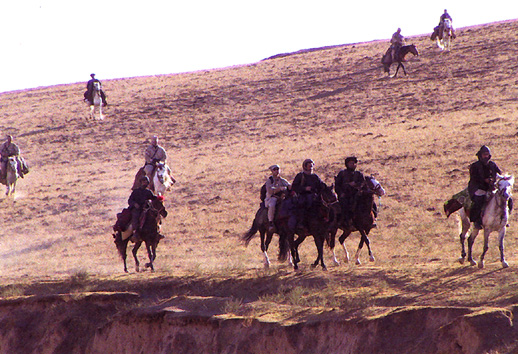
美軍與聯軍北方联盟的部隊，於馬扎里沙里夫之戰。這張2001年11月12日公布的照片，展示了其宣稱的「21世紀首次的美軍騎兵衝鋒」。

- 馬是軍事史記載中最被廣泛使用的動物。早期的馬可以拉戰車，或負載輕裝甲的散兵部隊。 隨著較重坐騎的出现和镫的發明，在歐洲的幾個世紀，騎著馬的重骑兵成為了最負盛名的兵種，騎士的戰馬還被訓練能又咬又踢；而亞洲歷史中軍事力量最強大的草原民族，是由騎著馬和手持弓的戰士組成的軍隊。隨著現代遠程武器和機動車輛的出現，用於軍事目的的馬逐漸少見。然而，馬和騾子今天在軍隊仍然被廣泛使用於各種交通困難的地形。

- 早在大象不被考慮馴化的時期，牠們已被訓練來作為坐騎，或搬運重物。梵语的聖詩紀錄了牠們於公元前1100年就曾被用於軍事目的；尤其是第二次布匿战争期間，汉尼拔所募集的一群大象。牠們最近一次被徵用，是第二次世界大战的日本人和同盟國兩方。在車輛不能穿越的地點，大象能夠完成機器的工作，所以牠們於緬甸戰役被使用[4]。
- 駱駝常見於乾旱區作為坐騎使用，如駱駝騎兵（英语：Camel cavalry）。牠們比馬更有能力穿越多沙的荒漠，且只需要少得多的水。駱駝在兩次世界大戰都曾被徵用，而印度陸軍和拉贾斯坦邦的邊界安全部隊（英语：Border Security Force），也使用駱駝在沙漠地區執行軍事巡邏（英语：patrolling）。
- 二戰期間，美国陆军使用骡在困難的地形运载补给和装备。馱畜中的騾子生性堅忍、谨慎和耐寒，牠可以攜帶沉重的补给品，到達吉普汽車，甚至馱馬（英语：packhorse）无法前进的地方。騾子也曾在北非、缅甸和義大利王國被使用，牠們也可用於在山區運輸用品。

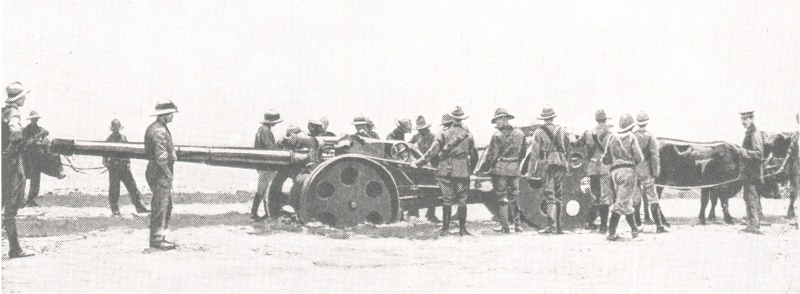
一戰的西南非戰役時，英軍在沙漠使用閹牛拖拉火砲(照片右邊)

- 閹牛曾是在戰爭中被廣泛使用的重驮兽，尤其在重物運輸，或讓攻城火砲通過困難地形時。
- 瑞典和後來的蘇聯，都曾试图利用駝鹿做為深雪骑兵。但駝鹿被發現不適合作戰，例如牠們容易感染家畜疾病、難以餵養和會逃離戰場。雖然蘇聯後來已訓練到讓駝鹿不害怕槍聲，但仍無法利用牠們建立騎兵隊，因為冬季战争和第二次世界大戰爆發了。[5]

## 作為武器

### 战士或坐騎

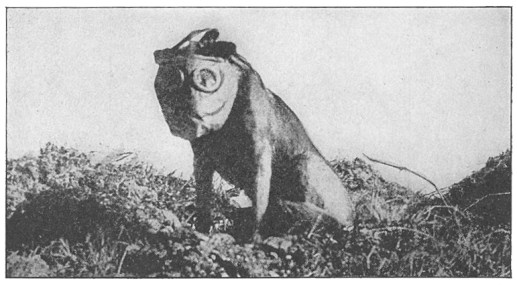
第一次世界大戰期間，衛生隊利用狗找到受傷的士兵。它配備有防毒面具。

狗曾被古希腊人用於戰爭，且在更早的歷史裡，牠們必定也被大量利用。西班牙征服者征服拉丁美洲的时候，曾利用英國獒犬殺死在加勒比地区、墨西哥和秘鲁的勇士。中世纪期间的英格蘭人也曾使用英國獒犬，或如大丹犬的狗。在那裡會利用牠們的巨大體型使馬惊恐，而甩脱骑马的人；或用牠們來突袭马背上的騎士，在主人给予對方最後一击之前，使敵人傷殘。而近期的使用，可在二戰期間的蘇聯紅軍看到。他們曾在犬科动物的背部用皮带捆上爆炸物，例如反坦克犬。所有的軍隊都會用牠們來檢測地雷，训练过的狗能發現地雷引線，和地雷之外的其他詭雷。牠們也曾被徵用為哨兵，和找出狙擊手，或隱藏的敵軍。有些狗也曾被用作信差。
- 老普林尼曾寫過有關使用戰豬對抗大象的記載。例如他曾叙述，大象因為害怕豬發出的尖叫声而恐慌，給停在行進路線的士兵們帶來了灾难。[6][7]

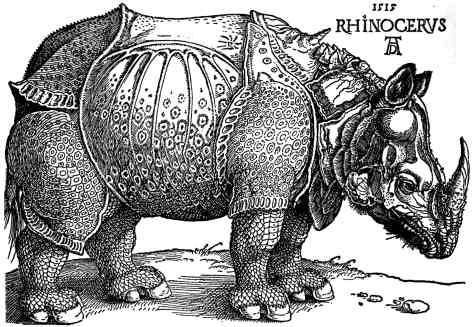
丟勒的犀牛，异想天开的「裝甲」描绘。

- 犀牛曾有過毫無事实根据的軍事功能。葡萄牙曾因分析阿尔布雷希特·丢勒於1515年所作的著名木版畫，對其於犀牛的自由設計與可能性感兴趣，而在現實中據此設計造了一套犀牛的戰鬥盔甲。[8]然而，事實是犀牛显然對這個厚重的裝甲「皮膚」非常敏感，且這種動物的視覺很差，在很大程度上限制了牠們往指定方向的奔跑能力。牠們的习惯是猛衝10英尺範圍內的一切物體，从根本上说，让牠们接受任何方式的軍事訓練都是不切实际。
- 戰象被廣泛應用在南亞和北非的大部分地區，且也被繼業者诸王国與羅馬帝國徵用。

### 活體炸彈
- 反坦克犬：蘇聯，第二次世界大戰的武器，成敗參半。
- 鴿子計畫：美國第二次世界大戰曾提出使用鴿子炸彈導引的武器方案。
- 蝙蝠炸弹：美國曾計畫使用墨西哥游離尾蝠（英语：Mexican Free-tailed Bat）攜帶小型燃烧弹。
- 1267年，埃塞克斯郡的郡長（英语：High Sheriff of Essex）被控密谋释放帶有炸彈的小公鸡，飞到倫敦上空。[9]
- 根据Pr. Shi Bo在《三十六個中國謀略》（Trente-six Stratagèmes Chinois） (法語版，ISBN 2-911858-06-9)所載， 猴子在宋朝開始被使用。在晏州，曾有一場反叛者與以趙遹为首的漢人帝国軍隊間的戰鬥，猴子被用作活體的燃烧弹。動物們覆上稻草，浸在油中並點火燃燒。牠們被引至敵人的軍營，使帳蓬和週遭著火, 並導致全部的軍營陷入混乱。[10]
- 在現代的中東，動物炸彈攻擊（英语：Animal-borne bomb attacks）已被恐怖分子和叛亂分子使用。攻擊者先將動物黏上爆炸物，遺棄後讓牠們獨自徘徊[11]，或被自殺炸彈客騎乘[12]。
- 英國電視劇《The Day Today（英语：The Day Today）》有個虛構的例子。劇中的IRA有一個項目，其特点是使用狗炸彈（例如讓活著的狗，在無防備的大街上爆炸）。

### 作為隐藏爆炸裝置
- 爆炸鼠：第二次世界大戰時，英國的特別行動處曾准备用死老鼠對抗納粹德國。鼠屍被裝滿塑膠炸藥，再遗弃至譬如工厂的場所。他們期望照料锅炉的鍋爐工（英语：Fireman (steam engine)），可能会发觉令人讨厌的鼠屍，而將其鏟入火炉处理掉，因此导致爆炸[13]。雖然這些鼠屍只含有少量的炸藥，然而高壓锅炉只要有一處破孔，就可能会引發毀滅性的鍋爐爆炸（英语：boiler explosion）。
- 伊拉克叛亂期間，動物屍體已被使用於偽裝成路旁的土製炸彈。

## 用於通信
自从中世纪起，信鸽已被用於攜帶消息。在第一次世界大戰和第二次世界大戰的时候，牠們仍然為了同样的目的被使用。此外，在第二次世界大戰中，還曾做過讓鴿子扮演导弹導航器的實驗，該實驗被稱為「鴿子計畫」（Project Pigeon）。這些鴿子被放在导弹內部，以便牠們能透過窗戶看到外面。牠們被訓練依据目標所在位置，以啄來控制导弹的左右方向。

## 提振士氣
充当軍事單位的联系符号象征或宠物，或參與仪式的動物，通稱為軍事吉祥物，是一項存在已久的傳統。

## 用於間諜活動

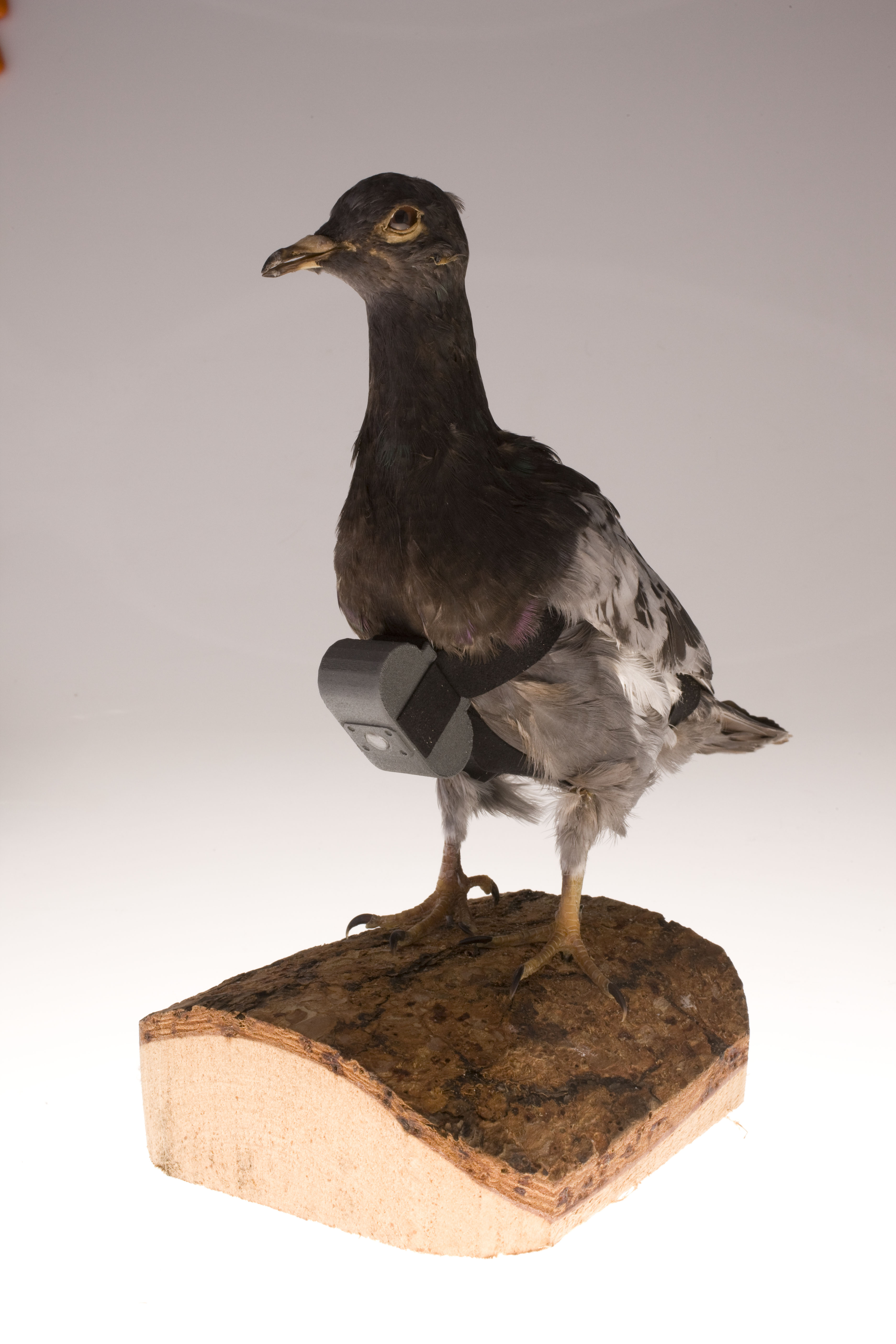
1970年代的攝影鴿

第一次世界大戰前幾年，鴿子攝影開始被應用於蒐集軍事情報。儘管於此期間的重大戰役（例如凡尔登和索姆河），利用這種方法並沒有特别成功，但對鴿子攝影各种各样的尝试和發展，直至第二次世界大戰期間還有；中情局博物館曾展示過1970年代的攝影鴿，而任務的详细资料，仍被CIA列為機密。
竊聽貓（Acoustic Kitty）曾是CIA在1960年代的计划。內容是通过外科手术改变貓，再利用牠們到克里姆林宫和蘇聯大使館做间谍。尽管支出了1000萬美元，該計劃的实际结果是失敗的。1967年時計畫被取消，該計劃的有關文件已在2001年解密。
2006年，《獨立報》披露了一則故事。標題是：「五角大楼正在開發能把鯊魚變成軍事間諜的大腦植入物」（Pentagon develops brain implants to turn sharks into military spies）。
2007年，伊朗當局俘获了14隻松鼠，並聲稱這些松鼠攜有間諜裝備，這個故事被西方媒體駁斥為「胡說」。
在中東，某些鸟类被認為涉及引起恐慌的间谍行動。根據以色列鳥類學家Yossi Leshem所言，蘇丹当局曾在70年代末期扣留一隻埃及禿鷲，在80年代初期則是一隻白鹈鹕。兩者都攜有以色列的動物遷徙追踪装备。近期的事件是在2011年，一位沙特阿拉伯农民俘获了一隻西域兀鹫，最后沙特阿拉伯当局判定，牠所攜帶的以色列装备是用於科学目的，並在之後释放牠，而阿拉伯世界的媒體緊接著對此不加鉴别地嘲諷和批评，报道中声称這鳥的作用是间谍活动。2012年，靠近土耳其东南方城市加濟安泰普的村民，發現一隻死亡的黄喉蜂虎，腳上有标记以色列的环志。村民們擔心這鳥也許攜有來自以色列情報機構的微晶片，用於在這個地區進行間諜行為。土耳其当局仔细检查蜂虎的尸体，並向村民保证這是在鳥身上常见的装备與扣环，目的在于追蹤牠們的迁移與移動。

## 其他特殊功能
早在冷戰時代開始時，就已經完成軍事用途的海洋哺乳動物研究，當中有許多物種进入應用階段。如美國海軍海洋哺乳動物專案計劃，使用了軍用海豚和海獅擔任水下哨兵、掃雷和物件回收。
在陸地上，甘比亞巨鼠已經通過试验，牠是相當成功的動物排雷員。其敏銳的嗅覺有助於鑑別爆炸物，且牠的小尺寸能避免引爆地雷。
英國皇家海軍曾用貓來控制船上的害獸。紫石英號（HMS Amethyst，或譯紫水晶號）的「西蒙」，是隻能力出众的船貓，曾獲得迪金勳章。
西班牙内战期間，國民軍飛行員將易碎的补给品附在活火雞身上，牠們下降時會拍打雙翼，于是牠們變成了降落傘，而牠們也能被「Santa Maria de la Cabeza」修道院的防禦者食用。
雞在海湾战争期間曾被用來檢測毒氣。在一場稱為「科威特戰場雞」的行動（Kuwaiti Field Chicken，簡稱KFC）中，美國海軍陸戰隊指定雞擔當「化學裝置確認家禽」（Poultry Chemical Confirmation Devices）的角色。而為了上述目的抵达科威特的43隻雞，卻在一周後死了41隻，於是這個計畫被搁置。
第一次波斯灣戰爭期間，《世界新聞周刊》也曾发表一篇记述一隻雞如何拯救一位法國將軍的生命，之後被授予奖章的虚构文章。
此外，英國的藍孔雀計畫（Blue Peacock project）曾經「提议」使用雞於軍事目的。這個方案內容涉及在佔領區西德的地底下埋藏核武器，用以在华沙条约组织軍隊侵攻時產生大爆炸。而1950年代的電子設備並不可靠，在地底下會凍結，所以雞曾被考虑作為生物熱能來源。這個故事過去常被報導為一則愚人节玩笑，但如今已被解密與證實。

## 著名的例子
- 許多名將也有著名的坐騎。包括苏埃托尼乌斯作品中描述的尤利烏斯·凱撒的傳奇馬匹「toes」[27]、威靈頓公爵的名坐騎「哥本哈根（英语：Copenhagen (horse)）」[28]、拿破仑的「馬倫哥（英语：Marengo (horse)）」、亚历山大大帝的「布西發拉斯」，和羅伯特·李的「旅行者（英语：Traveller (horse)）」。
- 在電影《六壯士》中，一名德軍士兵小心翼翼地移走一隻從巨砲打來的大老鼠，它會發出煙霧和吵雜的吱吱聲。
- 電影《刺客聯盟》中，有在老鼠身上綑綁爆炸裝置的劇情，方法類似二戰期間曾經設想過的蝙蝠炸弹。

## 被聲稱用於軍事的動物
英軍佔領巴士拉省期間，當地居民傳出了英軍釋放「食人獾」的謠言，但被英方極力否認，這起事件被評論為2007年西方媒體的無聊新聞。

## 延伸閱讀
- Blanchard, Lucy M, Chico, The story of a Homing Pigeon in the Great War (Diggory Press), ISBN 978-1-84685-039-4
- Cooper, Jilly. . 吉爾福德(康乃狄克州)（英语：Guilford, Connecticut）: The Lyons Press. 2002. ISBN 1-58574-729-7.
- Dyer, Walter A., Ben, the Battle Horse, ISBN 978-1-84685-038-7
- Itoh, Mayumi (2010). Japanese Wartime Zoo Policy: The Silent Victims of World War II. Palgrave-MacMillan. ISBN 978-0230108943.
- Nocella, Anthony J. II, ed. et al., "Animals and War: Confronting the Military-Animal Industrial Complex" (2013, Lexington Books), ISBN 978-0739186510.

## 外部連結
- War Dogs